# Elvis Merzļikins
Elvis Merzļikins (ur. 13 kwietnia 1994 w Rydze) – łotewski hokeista, reprezentant Łotwy.

## Kariera
- HC Lugano U17 (2009–2011)
- HC Lugano U17 (2011–2014)
  -  Ceresio (2011)
- HC Lugano (2013–2019)
- Columbus Blue Jackets (2019–)

Został zawodnikiem szwajcarskiego klubu HC Lugano, w ramach którego rozwijał karierę w drużynach juniorskich. W KHL Junior Draft w 2012 został wybrany przez łotewski klub Dinamo Ryga. Następnie został zawodnikiem drużyny seniorskiej HC Lugano w lidze NLA i grał od sezonu National League A (2013/2014). W drafcie NHL z 2014 został wybrany przez amerykański klub Columbus Blue Jackets. W marcu 2019 podpisał kontrakt wstępujący z tym klubem. W maju 2019 podpisał roczny kontrakt z tym klubem. We wrześniu 2021 ogłoszono, że przedłużył kontrakt z klubem o pięć lat.
W barwach juniorskich reprezentacji Łotwy uczestniczył w turniejach mistrzostw świata do lat 18 w 2011 (Elita), 2012 (Elita), mistrzostw świata do lat 20 w 2012, 2013 (Elita), 2014 (Dywizja I). W kadrze seniorskiej uczestniczył w turniejach mistrzostw świata w 2016, 2017, 2018, 2019, 2022.

## Sukcesy

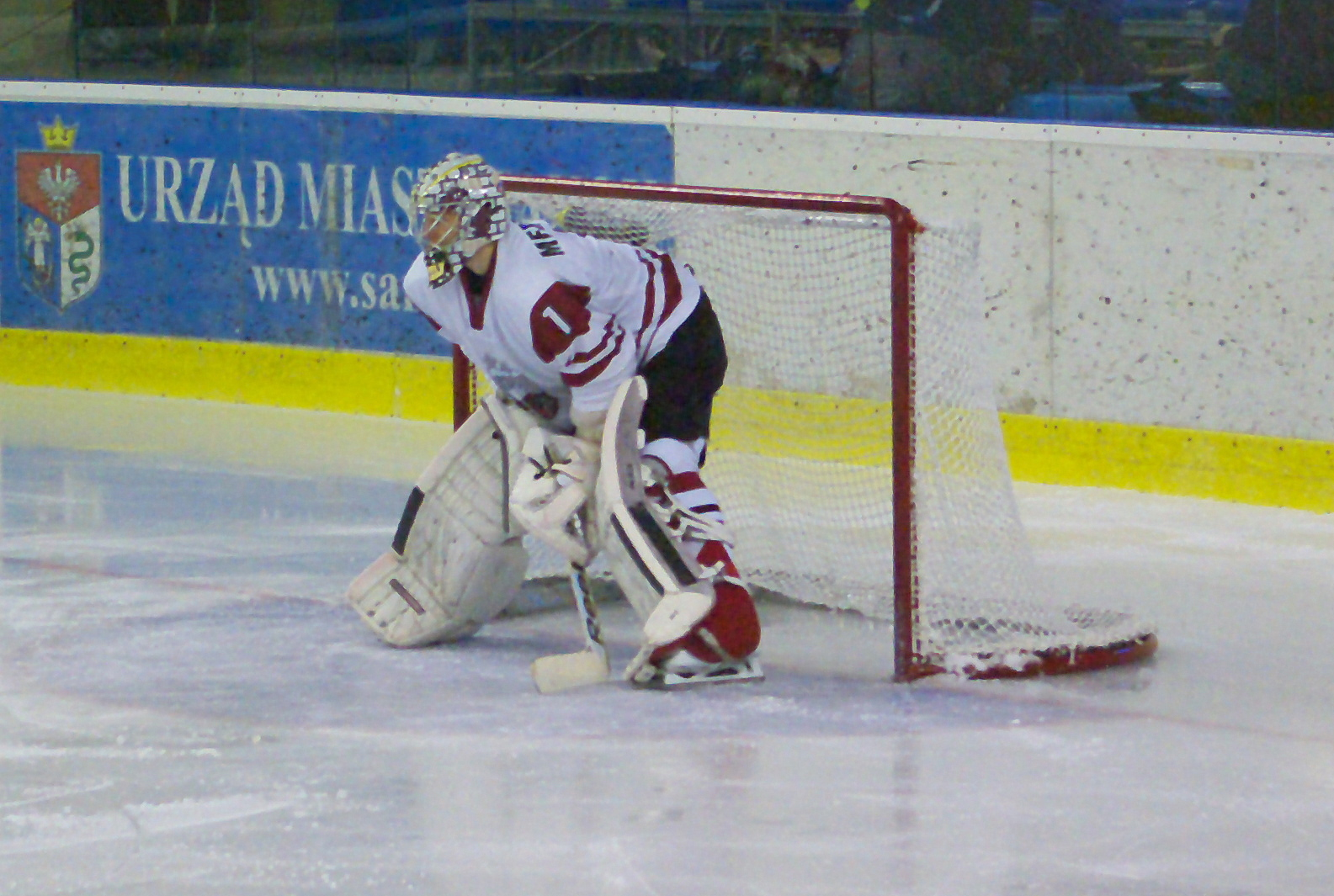
Elvis Merzļikins w barwach Łotwy do lat 20 (2014)

### Reprezentacyjne
- Awans do Elity mistrzostw świata do lat 18: 2011

### Indywidualne
- Mistrzostwa świata do lat 18 w hokeju na lodzie mężczyzn 2011 Dywizja I:
  - Pierwsze miejsce w klasyfikacji skuteczności interwencji w turnieju: 97,78%[4]
  - Pierwsze miejsce w klasyfikacji średniej goli straconych na mecz interwencji w turnieju: 0,50
  - Pierwsze miejsce w klasyfikacji liczby meczów bez straty gola w turnieju: 1
  - Najlepszy bramkarz turnieju[5]
- Mistrzostwa Świata Juniorów w Hokeju na Lodzie 2014/I Dywizja#Grupa A:
  - Trzecie miejsce w klasyfikacji skuteczności interwencji w turnieju: 90,00%[6]
  - Trzecie miejsce w klasyfikacji średniej goli straconych na mecz interwencji w turnieju: 2,36
- Sezon National League A (2013/2014):
  - Najlepszy młody zawodnik ligi
  - Nagroda dla zawodnika, który poczynił największe postępy
- Mistrzostwa Świata w Hokeju na Lodzie 2016/Elita:
  - Jeden z trzech najlepszych zawodników reprezentacji w turnieju[7]
- Puchar Spenglera 2016:
  - Skład gwiazd turnieju[8]
- Mistrzostwa Świata w Hokeju na Lodzie 2017/Elita:
  - Czwarte miejsce w klasyfikacji skuteczności interwencji w turnieju: 93,44%[9]
  - Drugie miejsce w klasyfikacji liczby obronionych strzałów w turnieju: 171
  - Jeden z trzech najlepszych zawodników reprezentacji w turnieju[10]
- Mistrzostwa Świata w Hokeju na Lodzie 2018/Elita:
  - Czwarte miejsce w klasyfikacji skuteczności interwencji w turnieju: 94,04%[11].
  - Piąte miejsce w klasyfikacji średniej straconych goli na mecz w turnieju: 1,50
  - Trzecie miejsce w klasyfikacji meczów bez straty gola w sezonie zasadniczym: 2
  - Jeden z trzech najlepszych zawodników reprezentacji w turnieju[12]
- NHL (2019/2020):
  - Jedna z trzech gwiazd tygodnia: 13 – 19 stycznia 2020[13], 3 – 9 lutego 2020[14]
  - Piąte miejsce w klasyfikacji średniej goli straconych na mecz w sezonie zasadniczym: 2,35[15]
  - Piąte miejsce w klasyfikacji skuteczności interwencji w sezonie zasadniczym: 92,3%
  - Czwarte miejsce w klasyfikacji liczby meczów bez straty gola w sezonie zasadniczym: 5